# 小柴幹治
小柴 幹治（こしば かんじ、1916年1月12日 - 没年不明）は、北海道函館市出身の日本の俳優。
本名は蓮見章。
別名・旧芸名に三条雅也、三條雅也、美浦平八郎。
1979年（昭和54年）に発行された『日本映画俳優全集 男優篇』では、存命人物として大阪府守口市の連絡先が示されているが、既に引退しており、以後の消息は不明である。

## 出演作品
- 伝七捕物帖　女狐小判
- 薩陀峠の対決
- 維新の篝火
- 人形佐七捕物帖　恐怖の通り魔
- 水戸黄門　助さん格さん大暴れ
- 霧丸霧がくれ　南海の狼
- 霧丸霧がくれ
- 赤穗浪士
- 旗本喧嘩鷹
- 新吾二十番勝負
- 透明人間現わる[4][5]